# FKBP
FKBP (z ang. FK506 binding proteins – białka wiążące FK506) – rodzina białek o aktywności izomerazy prolilowej, o funkcji zbliżonej do cyklofiliny, ale innej strukturze. Białka FKBP są obecne w komórkach różnych eukariontów, od drożdży do ludzi, gdzie funkcjonują jako chaperony wiążące białka zawierające reszty prolinowe. Razem z cyklofilinami należą do rodziny immunofilin.

## Zastosowanie medyczne
Białko FKBP12 u ludzi odgrywa istotną rolę jako białko wiążące lek immunosupresyjny, takrolimus (dawna nazwa FK506), podawany po operacjach przeszczepiania narządów i u pacjentów z chorobami autoimmunologicznymi. Stosowanie takrolimusu zmniejsza liczbę odrzuconych przeszczepów w większym stopniu niż wiążąca cyklofilinę cyklosporyna. Zarówno kompleks FKBP12–takrolimus, jak i kompleks cykolporyna–cyklofilina hamują fosfatazę zwaną kalcyneuryną, blokując szlak sygnalizacyjny komórek T. 
Działanie terapeutyczne białek FKBP nie ma związku z ich aktywnością izomerazową.

Wizualizacje białka FKBP w kompleksie z takrolimusem
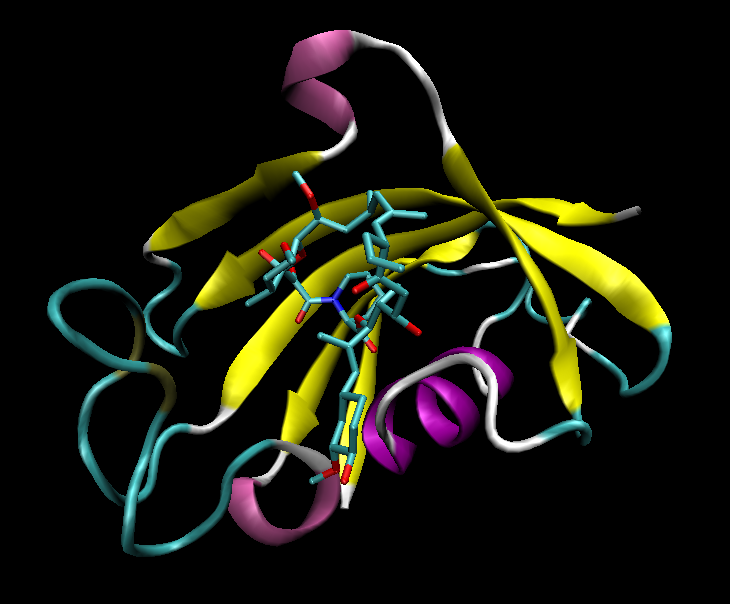
Model wstążkowy kompletsu białka FKBP12 z takrolimusem (żółty – harmonijki β; fioletowy –helisy α)
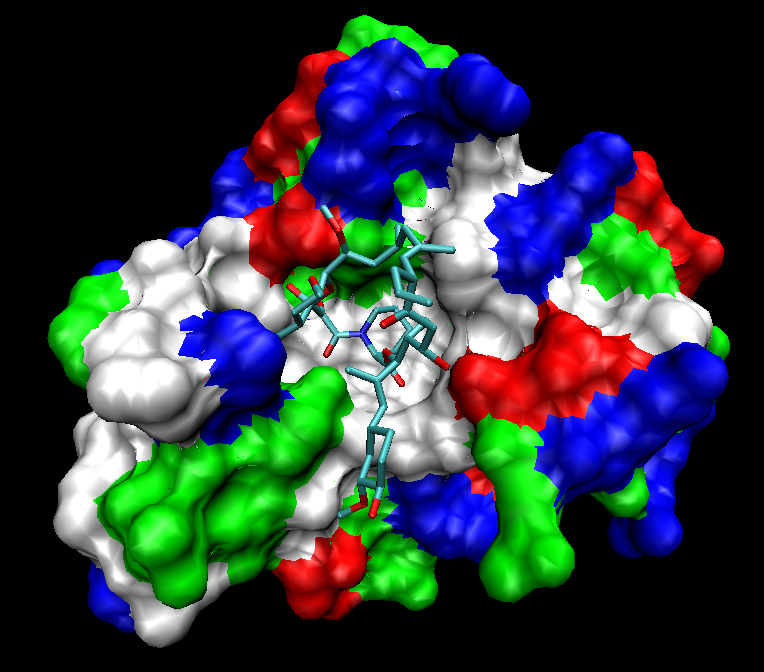
Ten sam kompleks w wizualizacji przedstawiającej hydrofobowość powierzchni cząsteczki (biały – powierzchnie hydrofobowe)